# Santu Lussurgiu
Santu Lussurgiu (topónimo en sardo; en la variante local y cooficialmente Santu Lussurzu) es una localidad italiana de la provincia de Oristán, región de Cerdeña,  con 2.513 habitantes.

## Evolución demográfica
| Gráfica de evolución demográfica de Santu Lussurgiu entre 1861 y 2001 |
|                                                                       |
| Fuente ISTAT - elaboración gráfica de Wikipedia                       |